# Shimada Ichirō
Shimada Ichiro (島田 一郎 Shimada Ichirō?) (1848-1878) fue un samurai del último periodo Edo de la Era Meiji. Tuvo una trascendente participación en la Rebelión de Satsuma. Se le conoce por ser un hittokiri o samurai asesino como los hubo durante la Restauración Meiji. Nacionalista, no podía concebir que Japón se abriera a potencias extranjeras, una de las razones por las que asesinó al poderoso político Toshimichi Okubo el 14 de mayo de 1878. Fue ajusticiado poco después.